# Tokio-Marathon 2019
| 13. Tokio-Marathon    | 13. Tokio-Marathon         |
| --------------------- | -------------------------- |
| Stadt                 | Tokio, Japan               |
| Datum                 | 3. März 2019               |
| Distanz               | 42,195 Kilometer           |
| Sieger                |                            |
| Männer                | Birhanu Legese (2:04:48 h) |
| Frauen                | Ruti Aga (2:20:40 h)       |
| ← Tokio-Marathon 2018 | Tokio-Marathon 2020 →      |
| Website               | Offizielle Website         |

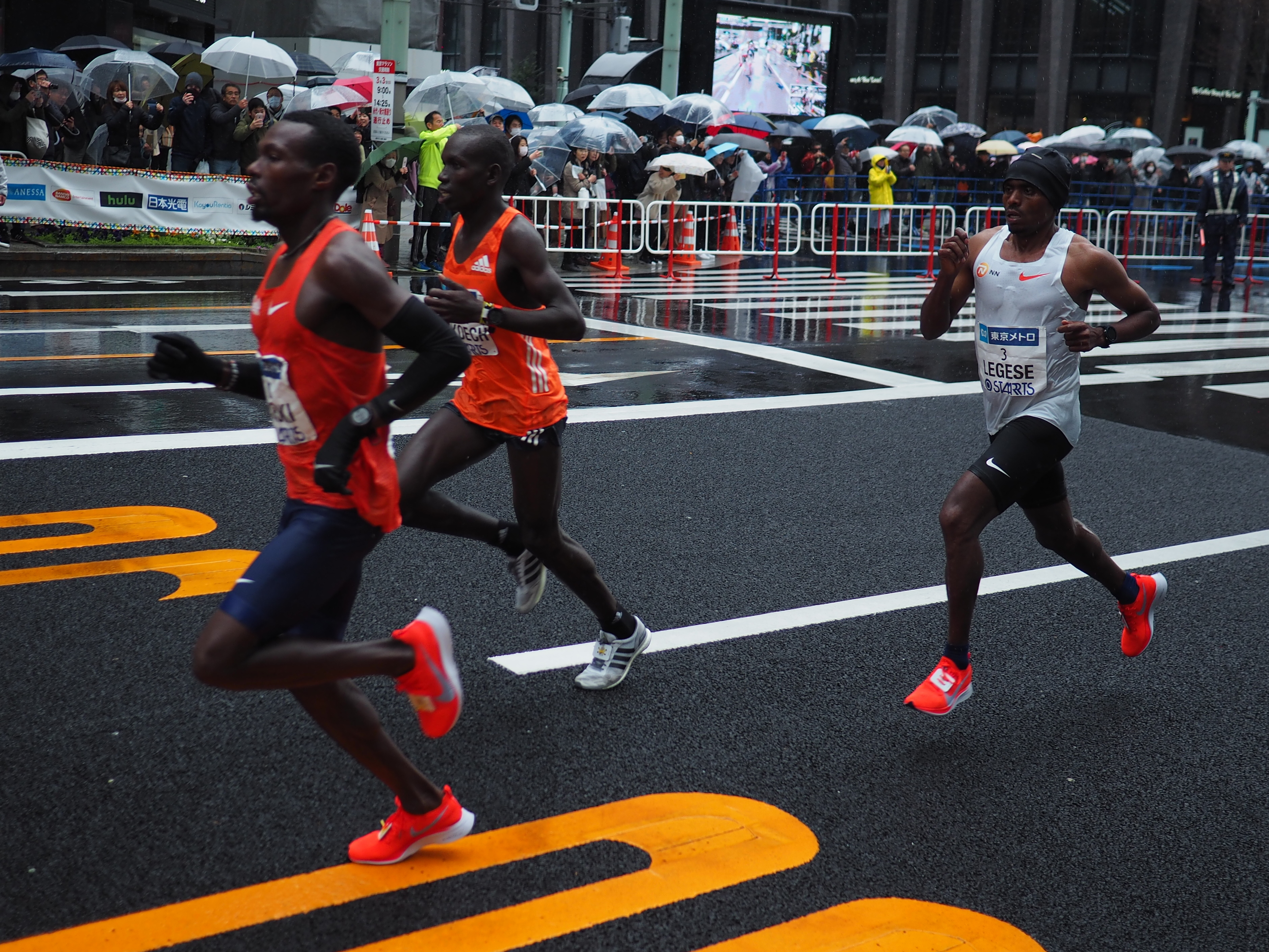
Die Männerspitze mit Karoki, einem Pacemaker und dem späteren Sieger Legese (v. l. n. r.)

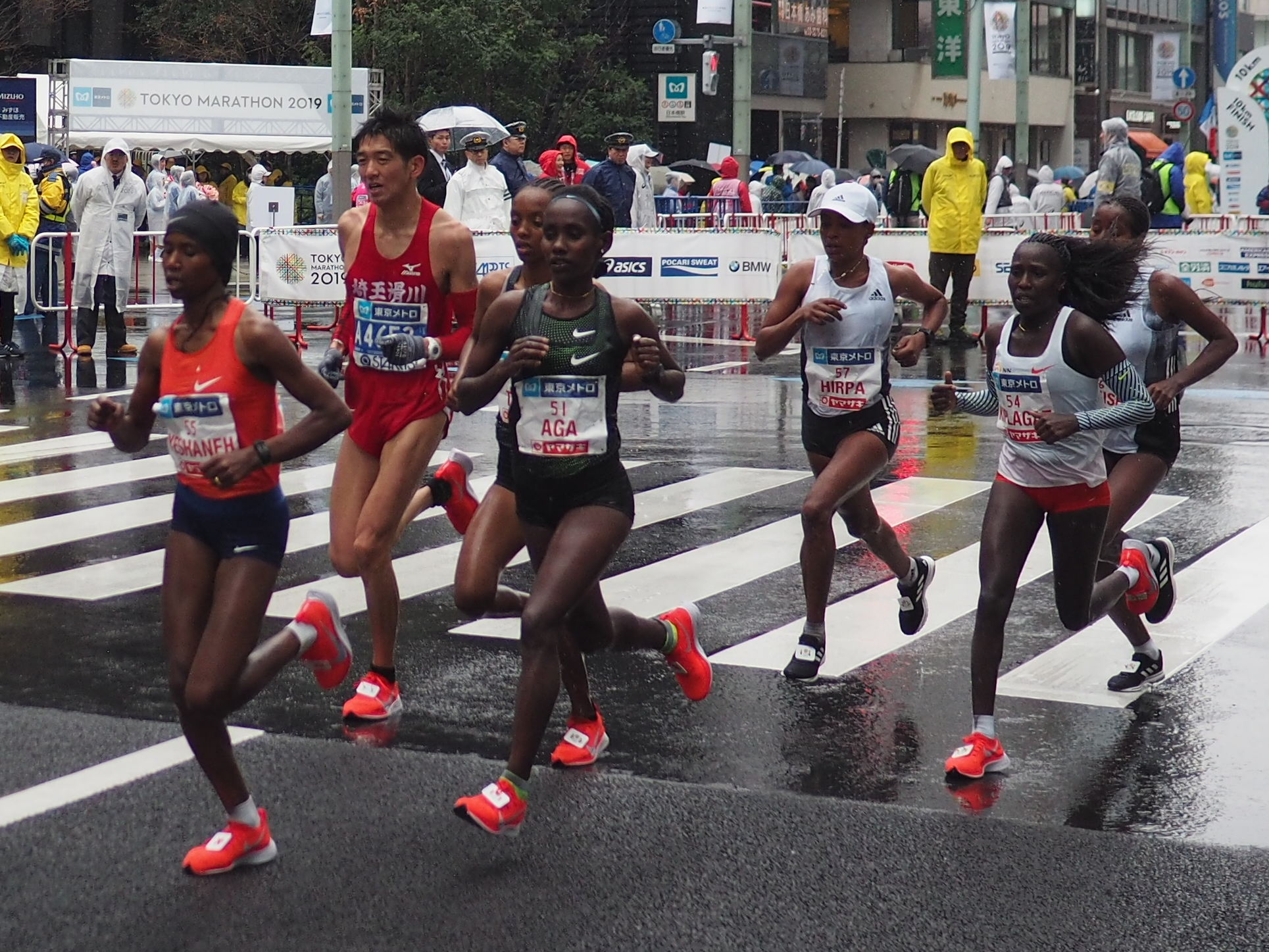
Die Spitzengruppe der Frauen mit Yeshaneh, Siegerin Aga, Hirpa und Kiplagat (v. l. n. r.)

Der Tokio-Marathon 2019 (jap. 東京マラソン2019, Tōkyō Marason 2019) war die dreizehnte Ausgabe der jährlich in Tokio, Japan stattfindenden Laufveranstaltung. Der Marathon fand am 3. März 2019 statt. Er war der vierte Lauf des World Marathon Majors 2018/19 und hatte das Etikett Gold der IAAF Road Race Label Events 2019.
Bei den Männern gewann Birhanu Legese in 2:04:48 h und bei den Frauen Ruti Aga in 2:20:40 h.

## Ergebnisse

### Männer
| Platz | Athlet               | Land      | Zeit (h) |
| ----- | -------------------- | --------- | -------- |
| 01    | Birhanu Legese       | Äthiopien | 2:04:48  |
| 02    | Bedan Karoki Muchiri | Kenia     | 2:06:48  |
| 03    | Dickson Chumba       | Kenia     | 2:08:44  |
| 04    | Simon Kariuki        | Kenia     | 2:09:41  |
| 05    | Kensuke Horio        | Japan     | 2:10:21  |
| 06    | Masato Imai          | Japan     | 2:10:30  |
| 07    | Takuya Fujikawa      | Japan     | 2:10:35  |
| 08    | Daichi Kamino        | Japan     | 2:11:05  |
| 09    | Ryu Takaku           | Japan     | 2:11:49  |
| 10    | Tadashi Isshiki      | Japan     | 2:12:21  |

### Frauen
| Platz | Athletin           | Land      | Zeit (h) |
| ----- | ------------------ | --------- | -------- |
| 01    | Ruti Aga           | Äthiopien | 2:20:40  |
| 02    | Helen Tola         | Äthiopien | 2:21:01  |
| 03    | Shure Demise       | Äthiopien | 2:21:05  |
| 04    | Florence Kiplagat  | Kenia     | 2:21:50  |
| 05    | Bedatu Hirpa       | Äthiopien | 2:23:43  |
| 06    | Ababel Yeshaneh    | Äthiopien | 2:24:02  |
| 07    | Mao Ichiyama       | Japan     | 2:24:33  |
| 08    | Joan Chelimo Melly | Kenia     | 2:26:24  |
| 09    | Rose Chelimo       | Bahrain   | 2:30:35  |
| 10    | Ruth Chebitok      | Kenia     | 2:31:19  |